# باباسعید برزنجی
باباسعید برزنجی ملقب به شیخ باباسعید (۱۲۳۵ غوث آباد بوکان - ۱۲۹۳ کهریزه بوکان) پزشک، روحانی، شاعر و فیلسوف کُرد بود که توسط دولت عثمانی به دلیل حمایتش از مسیحیان و به اتهام همکاری با نیروهای روسی اعدام شد. او در سال ۱۲۹۳ شمسی به همراه محمدحسین خان مکری (نوهٔ سردار عزیزخان مکری) به دست ترک‌های عثمانی کشته شد.

## زندگی‌نامه
شیخ باباسیعد یکی از عارفان و فیلسوفان کُرد در دوره قاجار بود که برای فراگیری علوم مختلف (عرفان، پزشکی) به کشورهای مصر، بغداد و کشمیر هندوستان سفره کرده بود. او در سال ۱۲۹۳ خورشیدی به اتهام همکاری با نیروهای روسیه تزاری از سوی نیروهای عثمانی که به‌همراه حاکم وقت بوکان (محمدحسین خان مکری) دستگیر شده بود در منطقه کهریزه بوکان اعدام گردید و در روستای غوث آباد دفن شد.
- یکی از اشعار شیخ بابا:

| همیشه من به دور خانه خمار می‌گردم   |  | هوای عاشقی دارم پی دلدار می‌گردم        |
| ازل از باده وحدت مرا مست ابد کردند |  | بسی مستم در این عالم ولی هوشیار می‌گردم |

نیکیتین در کتاب 'ایرانی که من شناختم دربارهٔ اعدام باباشیخ چنین می‌گوید:
مسئله جهاد به وسیله شیوخ و عوامل آن‌ها خیلی زود در کردستان انتشار یافت که تنها یکی از شیوخ، بنام شیخ بابا که در حوالی ساوجبلاغ مکری زندگی با زهد و تقوایی داشت و در نظر کُردها محترم بود با این علان جهاد مخالفت می‌کرد و ترک‌ها او را در زمستان ۱۶ سال ۱۹۱۵ به واسطه نظریات خلاف جهاد و رافتش نسبت به مسیحیان به دار آویختند.